# Passiflora edulis
Passiflora edulis é uma planta trepadeira semi-lenhosa, nativa do sudeste do Brasil. 
Foi amplamente espalhado em meados do século 19 para outros países da América do Sul, Caribe e para Ásia, África, Índia e Austrália. Foi introduzida no Havaí a partir da Austrália em 1880. É chamada popularmente de maracujá.

## Sinônimos
A espécie Passiflora edulis possui 11 sinônimos reconhecidos atualmente.
- Passiflora diaden Vell.
- Passiflora gratissima A. St.-Hil.
- Passiflora incarnata L.
- Passiflora iodocarpa Barb. Rodr.
- Passiflora middletoniana J. Paxton
- Passiflora pallidiflora Bertol.
- Passiflora picroderma Barb. Rodr.
- Passiflora pomifera M. Roem.
- Passiflora rigidula J. Jacq.
- Passiflora rubricaulis Jacq.
- Passiflora vernicosa Barb. Rodr.

## Galeria

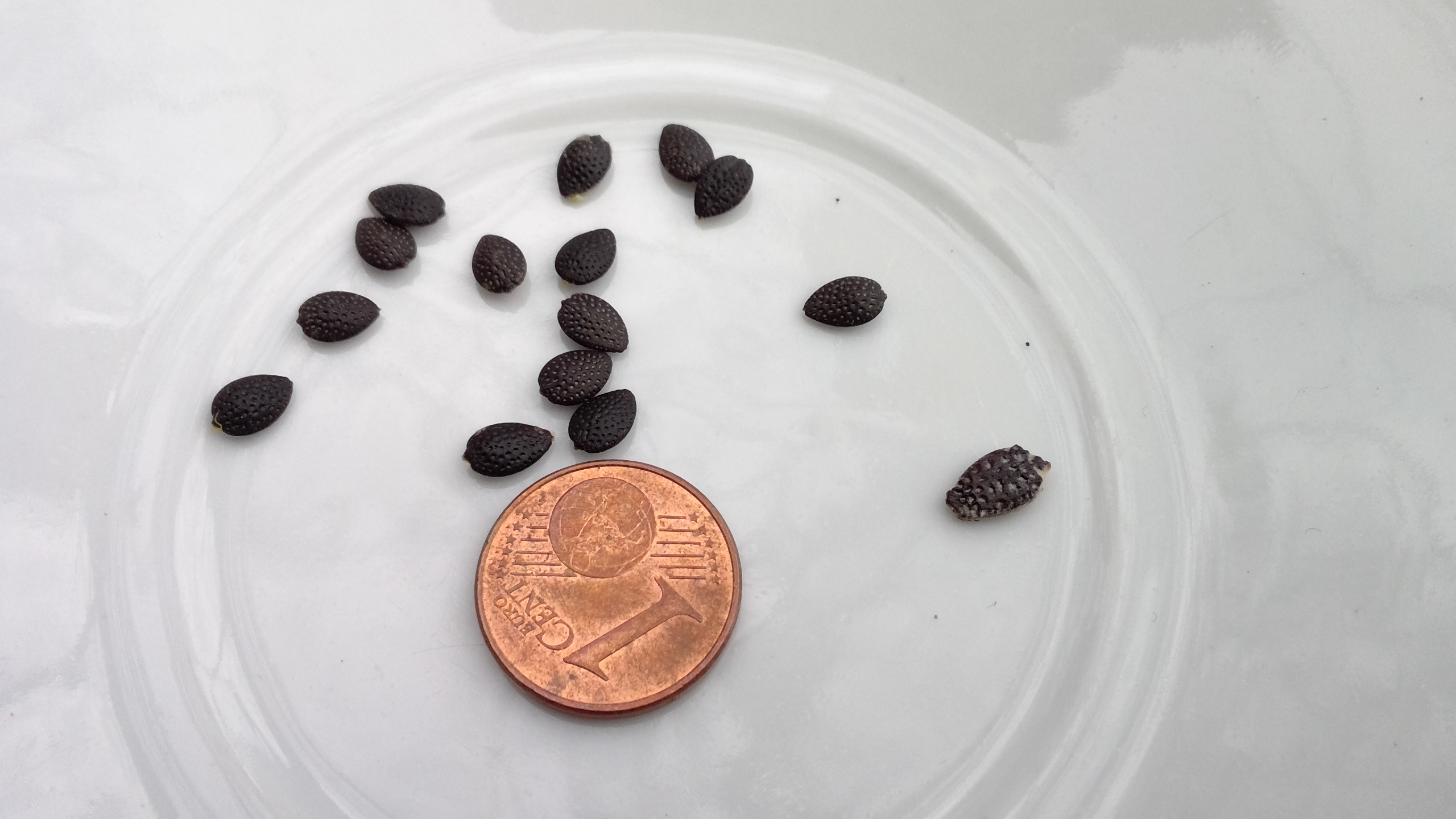
Sementes
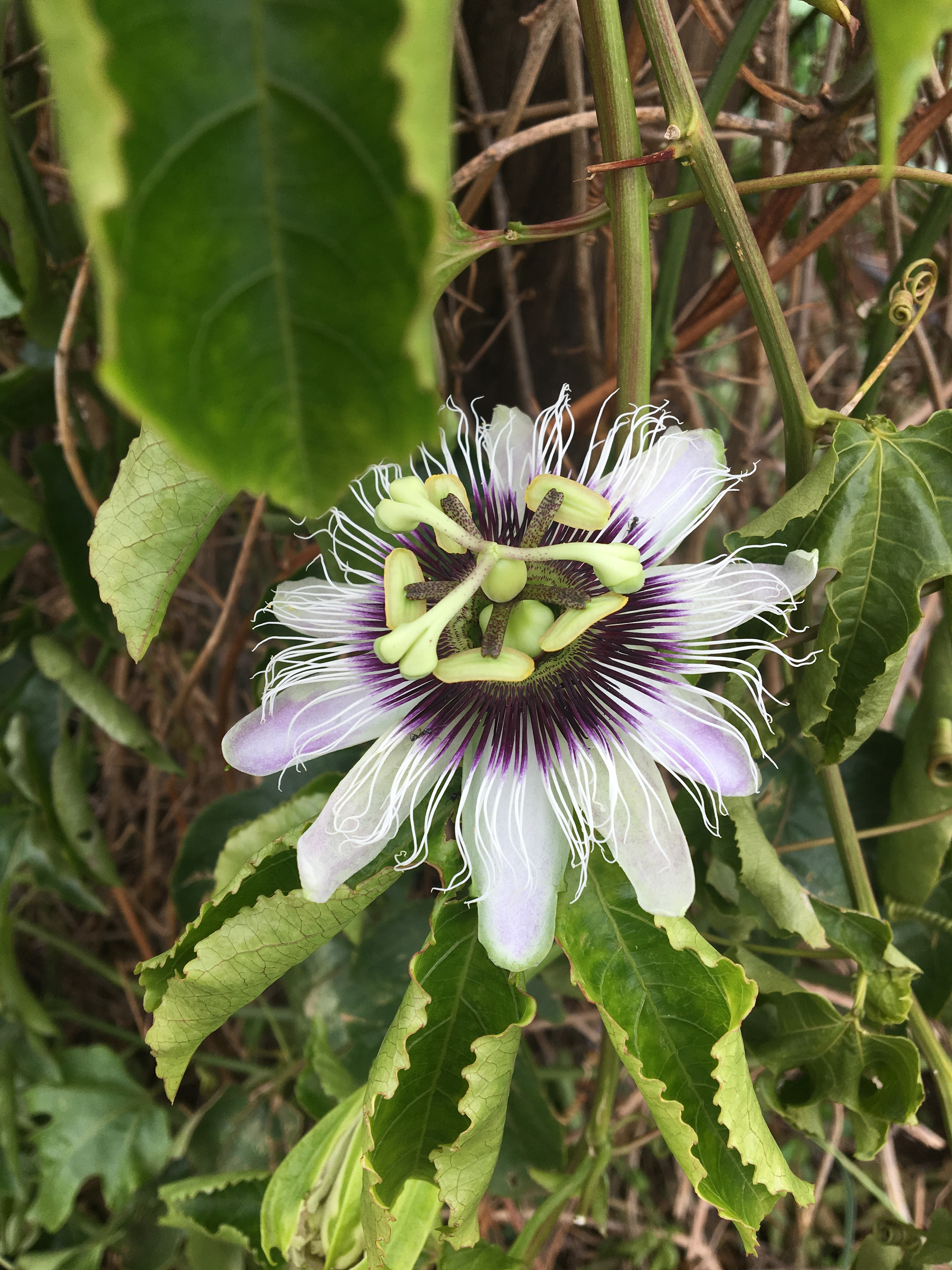
Flor
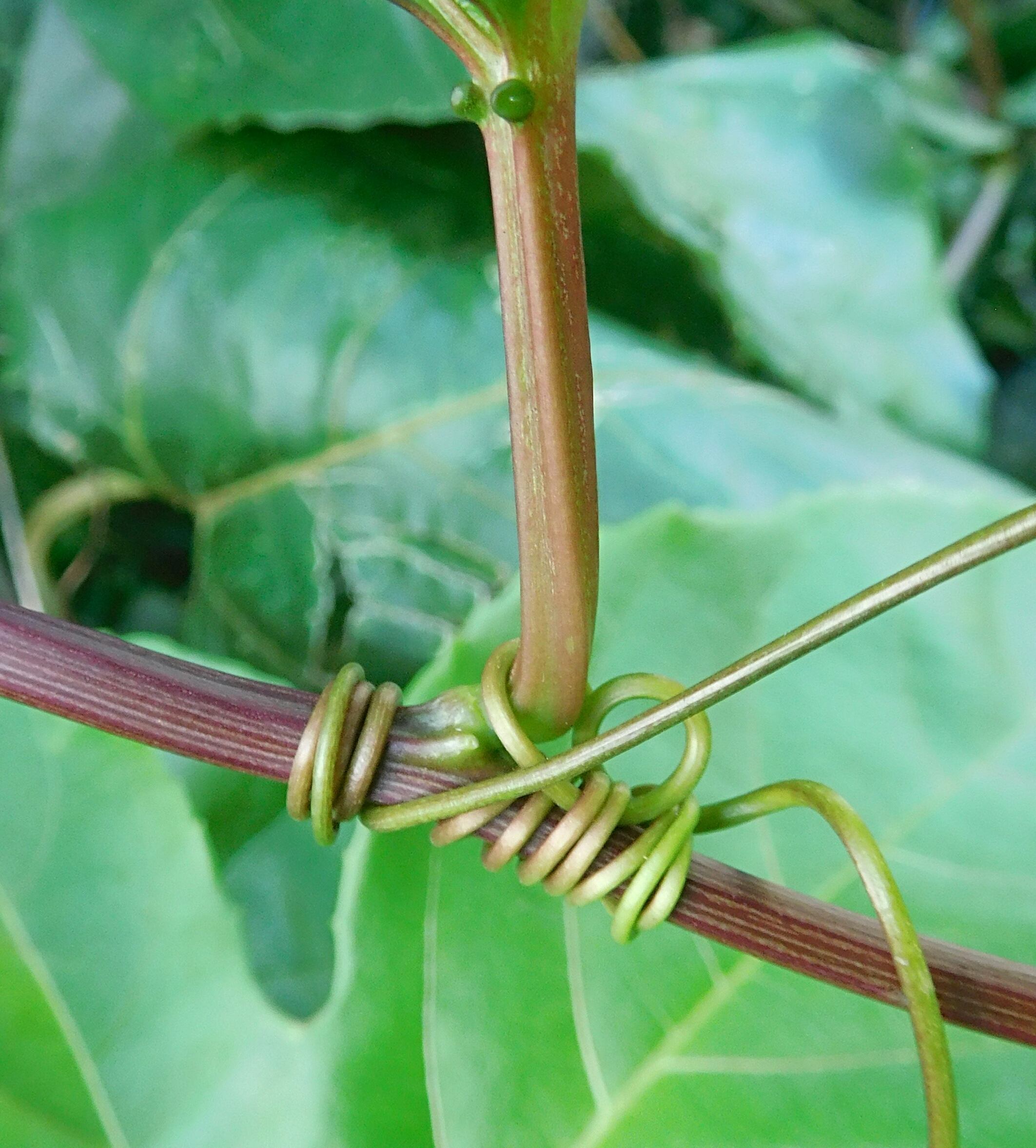
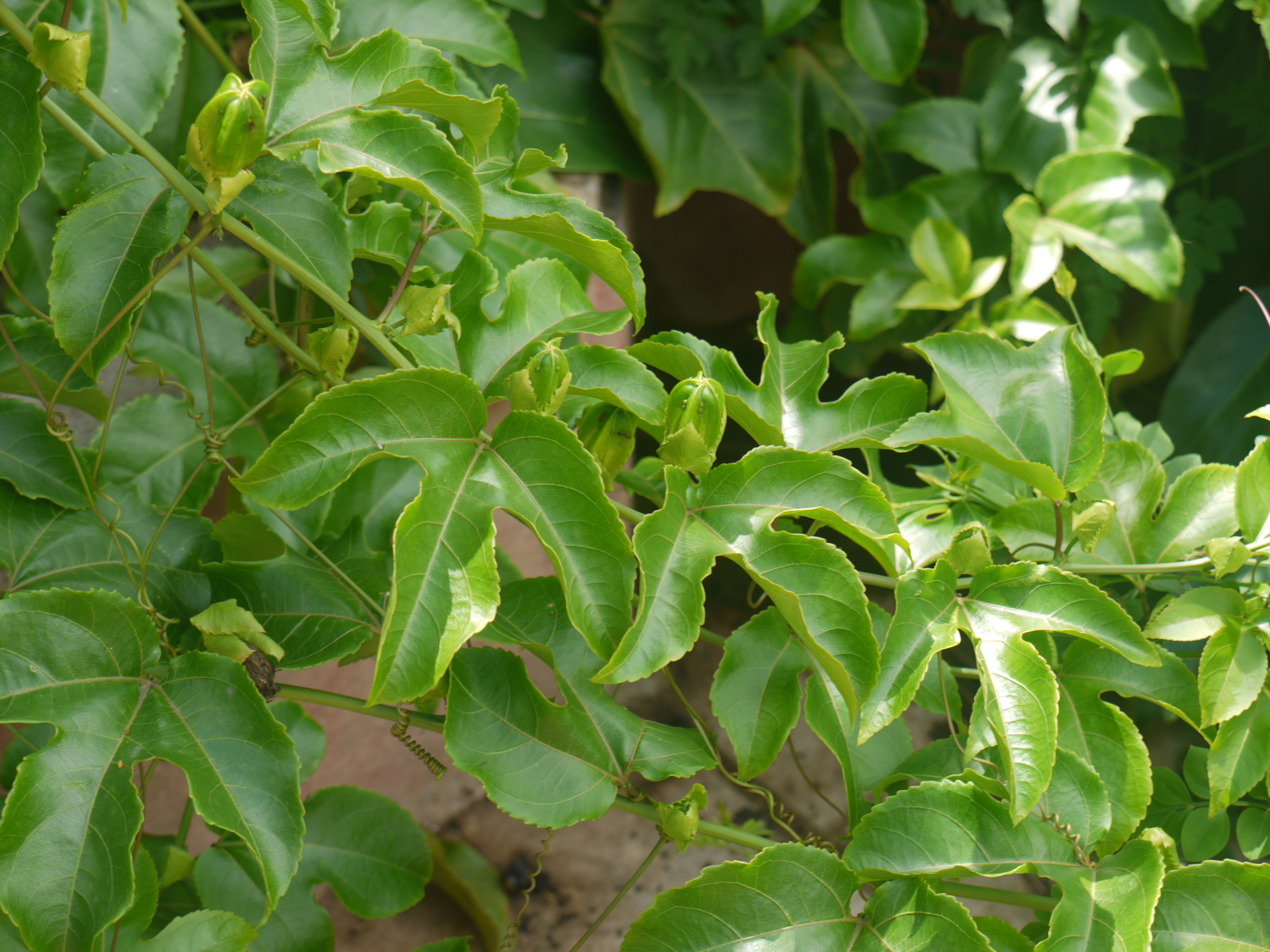
Aspecto da trepadeira
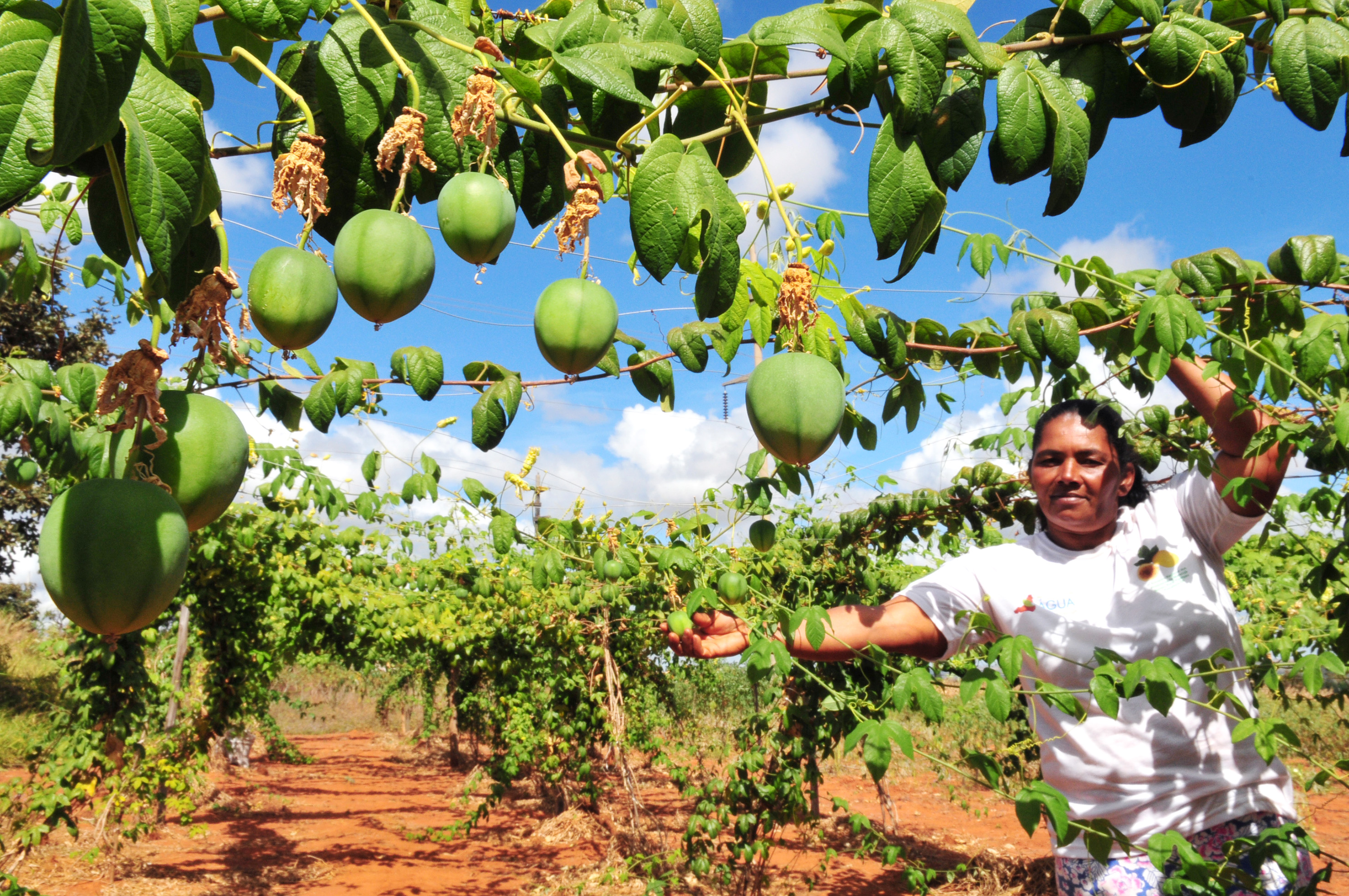
Plantio
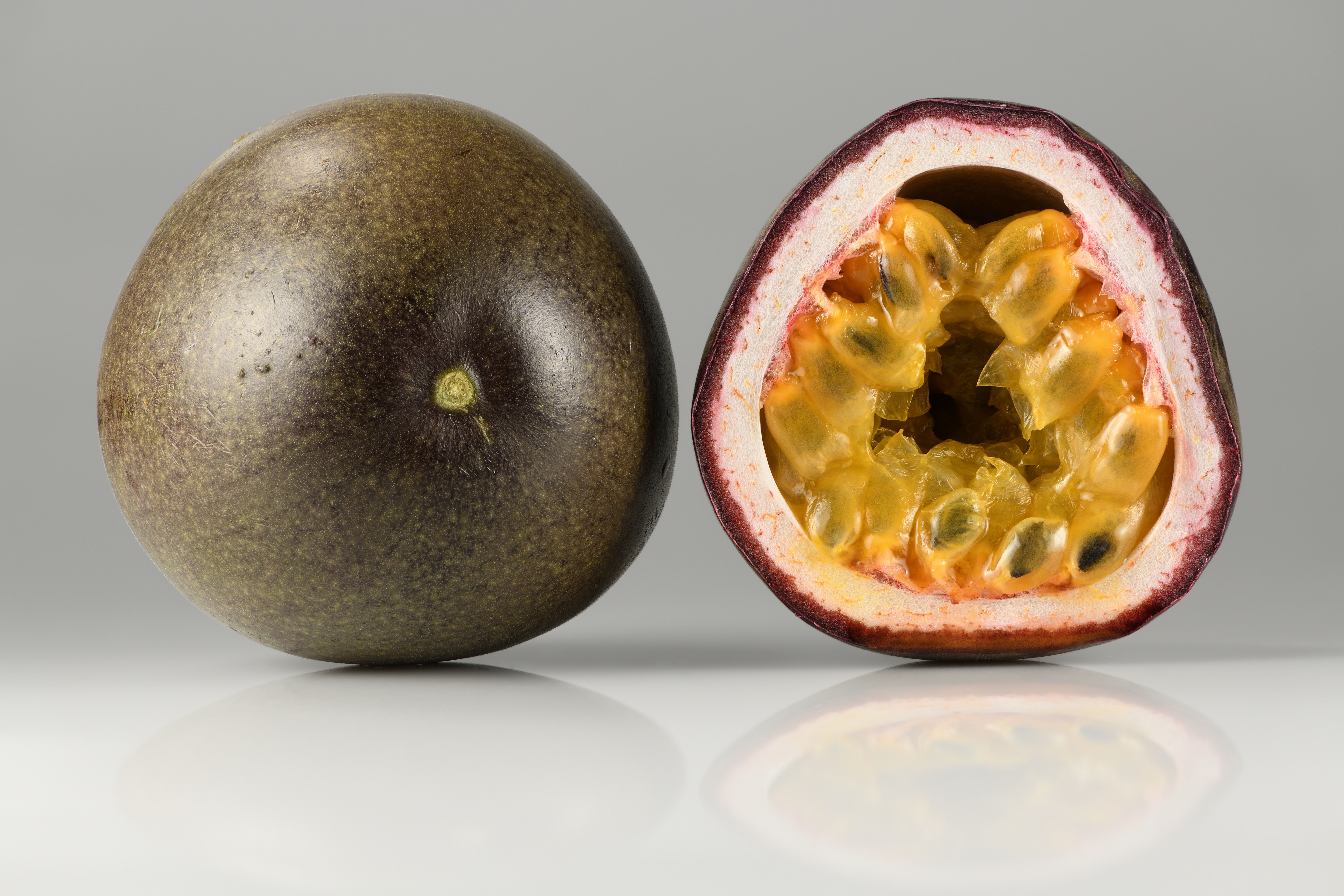
Fruto